# Hracholusky (Boêmia Central)
Hracholusky é uma comuna checa localizada na região da Boêmia Central, distrito de Rakovník.